# Casa de la Vila de Roda
La Casa de la Vila de Roda és una obra eclèctica de Roda de Ter (Osona) inclosa a l'Inventari del Patrimoni Arquitectònic de Catalunya.

## Descripció
Edifici entre mitgeres de planta baixa i tres pisos de tres traços. A la planta baixa s'obren dos portals, un d'arc de mig punt, més petit i un altre d'arc carpanell. Al primer pis s'obren dos balcons i una finestra. Al segon pis les mateixes obertures queden lligades per un balcó corregut. El tercer pis és com el segon, però a sobre de cada obertura s'obre un ull de bou de ventilació. Tant les obertures del primer pis com els balcons del segon tenen la mateixa decoració: pilastres de fust estriat i capitells de volutes als brancals, llinda decorada amb motius vegetals i unes mènsules, també decorades, que sostenen els balcons del pis superior. Totes les baranes tenen les brèndoles de ferro forjat i els ampitadors motllurats. La façana acaba amb una barana sostinguda per colls de fusta. La façana és d'obra vista, amb aparell especial: cada tres filades n'hi ha una a testa.

## Història
El desenvolupament demogràfic de Roda fou durant els segles XVII i XVIII, quan es construïren o reformaren la majoria d'habitatges del nucli antic del poble. Però també el segle XX aporta un gran desenvolupament econòmic i moltes de les cases del nucli antic, com és el cas de l'actual ajuntament, es transformen o restauren o s'enderroquen i es construeixen de nou.